# 植潔鈴
植潔鈴（英語：Elaine Chik Kit-ling，1988年2月16日—），前香港警務處見習督察，香港建制派人物，民建聯成員，現任香港東區區議會柴灣選區議員，曾同時擁有工聯會雙重黨籍，並曾擔任東區區議會佳曉選區議員。

## 早年生涯
植潔鈴於香港出生，一直在小西灣邨瑞富樓居住。植小學時在位於杏花邨的救世軍韋理夫人紀念學校就讀，預科時入讀小西灣的福建中學，一直都在東區生活。雖然她在2008年曾考入香港理工大學的護理學學士課程，但她最終未能畢業，並在2010年改為修讀商業英語傳意副學士課程。在2018年東區區議會佳曉選區補選前夕，遭到佳曉選區的網友質疑其學歷真確性，經該網友多番追問下植潔鈴仍左閃右避，期間植潔鈴亦聯同左派報章大公報亂屈質問她的網友屈她假學歷，最終植潔鈴被輿論壓力迫使下於大公報及其Facebook帳戶內公開她在2014年於香港城市大學獲得乙等二級榮譽專業英語傳意榮譽文學士學位。

## 政治生涯
植潔鈴曾是鍾樹根的立法會議員辦事處助理及東區區議員。在張國鈞當選成為立法會議員至成為東區區議員前以及2019年敗選後，則為張國鈞的立法會議員辦事處助理，至2020年12月離職。2022年1月在梁熙當選後，重回佳曉選區做社區主任。

### 參與2015年香港區議會選舉
2015年區議會選舉，當時佳曉選區人口估算約13,343人，其中有8,630位是選民。選區議席由報稱獨立的植潔鈴與T Party爭取連任區議員的林翠蓮爭奪，首次參選區議會選舉的植潔鈴最終以727票之差敗選。

### 參與2018年香港區議會佳曉選區補選
林翠蓮於2017年12月17日病逝，觸發補選，植潔鈴於是再次競逐佳曉選區的議席，面對泛民主派推選的李鳳琼和林翠蓮前助理陳真真的挑戰。最終，被植潔鈴當選為區議員。

### 參與2019年香港區議會選舉
植潔鈴於2019年11月24日的區議會選舉中落敗，並喪失佳曉選區議席，其任期僅一年半，成為歷屆東區區議會任期最短的區議員。

## 退出政圈

### 投考督察及退出警隊
2021年2月15日，有傳媒報導植潔鈴成功投考督察並正接受訓練，並已申請退出民建聯及刪除在社交平台上的專頁。據消息透露在2019年香港區議會選舉敗選後已萌生投考督察的想法。

## 重返政圈
植潔鈴聲稱在學堂訓練期間盤骨及腰受傷，早於2021年9月辭職，並且最終未能畢業，這已經是繼其理工大學的護理學學士課程之後，再次未能畢業，據悉她亦已遞表申請重返民建聯。

## 涉嫌違法事件

### 派米及請食飯賄選
於2018年補選前最後一周，另一建制派候選人陳真真表示，其團隊及街坊發現對手，植潔鈴有賄選行為，包括為街坊送米，包旅遊巴請食飯，以及用200元換取支持等，及後又表示自己曾被勸退選。

### 毆打選民
另外，於2018年補選投票日期間，有候選人李鳳琼的支持者因叫喊口號支持李鳳琼，遭植潔鈴助選團於小西灣邨第一期「叉頸」襲擊後逃去。記者嘗試追問植潔鈴之時，為其助選的譚耀宗和王國興一直為其包庇及開脫。

### 盜用相片
2019年6月23日，植潔鈴開設私人Telegram戶口，盜用了游蕙禎的相片作為自己戶口的頭像。游得知後，致電植與其理論。其後，植在臉書上載短片向游道歉，指不知道相中人是誰，純粹覺得漂亮所以使用。

## 外部連結
- 植潔鈴的Facebook專頁
- 植潔鈴的Instagram帳戶
- YouTube上的植潔鈴頻道

| 議會席位      | 議會席位                                                | 議會席位      |
| ------------- | ------------------------------------------------------- | ------------- |
| 前任： 林翠蓮 | 東區區議會 佳曉選區區議員 2018年6月11日－2019年12月31日 | 繼任： 黎梓欣 |